# Elvis Depressedly
Elvis Depressedly er et amerikansk eksperimentelt popband, bestående af den tidligere frontmand for Coma Cinema, Mathew Lee Cothran, og flere samarbejdspartnere.

## Diskografi
- 2011: Save the Planet Kill Yourself
- 2011: Goner
- 2011: Disgraceland
- 2012: Mickey's Dead
- 2012: Hotter Sadness
- 2013: Holo Pleasures
- 2015: New Alhambra
- 2016: California Dreamin
- 2020: Depressedelica